# Иодид протактиния(V)
Иодид протактиния(V) — бинарное неорганическое соединение, соль металла протактиния и иодистоводородной кислоты с формулой PaI5.

## Получение
- Синтез из чистых веществ, нагреванием их в вакууме[1]:

{\displaystyle {\mathsf {2Pa+5I_{2}\ {\xrightarrow {400-450^{o}C}}\ 2PaI_{5}}}}
- Иодирование оксида протактиния(V) иодистым кремнием[1]:

{\displaystyle {\mathsf {2Pa_{2}O_{5}+5SiI_{4}\ {\xrightarrow {600-700^{o}C}}\ 4PaI_{5}+5SiO_{2}}}}
- Обменная реакция хлорида протактиния(V) и иодистого кремния[1]:

{\displaystyle {\mathsf {4PaCl_{5}+5SiI_{4}\ {\xrightarrow {200^{o}C}}\ 4PaI_{5}+5SiCl_{4}}}}
- Обменная реакция хлорида протактиния(V) и иодистого водорода[1]:

{\displaystyle {\mathsf {PaCl_{5}+5HI\ {\xrightarrow {T}}\ 4PaI_{5}+5HCl}}}
- Иодирование оксида протактиния(V) иодистым алюминием[1][2]:

{\displaystyle {\mathsf {3Pa_{2}O_{5}+10AlI_{3}\ {\xrightarrow {290-300^{o}C}}\ 6PaI_{5}+5Al_{2}O_{3}}}}

## Физические свойства
Иодид протактиния(V) образует чёрные кристаллы
ромбической сингонии,

параметры ячейки a = 0,722 нм, b = 2,120 нм, c = 0,685 нм, Z = 4
.
Вещество крайне чувствительно к воздуху и влаге. Сублимирует при нагревании в вакууме при температуре 300°С.
Растворяется в безводных ацетонитриле и этаноле,
не растворяется в хлороформе, тетрахлорметане, изопентане и циклогексане.

## Химические свойства
- Разлагается при нагревании в вакууме[4]:

{\displaystyle {\mathsf {PaI_{5}\ \xrightarrow {>300^{o}C} \ PaI_{3}+I_{2}}}}
- Разлагается при нагревании на воздухе[4]:

{\displaystyle {\mathsf {2PaI_{5}+O_{2}\ {\xrightarrow {350^{o}C}}\ 2PaOI_{3}+2I_{2}}}}
- Восстанавливается водородом до иодида протактиния(IV)[4]:

{\displaystyle {\mathsf {2PaI_{5}+H_{2}\ {\xrightarrow {400-450^{o}C}}\ 2PaI_{4}+2HI}}}